# Братя Жекови
Михаил Жеков и Георги Жеков (Братя Жекови) са български националреволюционери.

## Биография
Михаил Жеков е роден около 1845 г. в град Ески Заара, Османската империя, днес Стара Загора, България. Учи в родния си град. Работи като търговец на кожи.
Георги Жеков е роден около 1854 г. в град Ески Заара. Учи в родния си град. Работи като обущар.
Братя Жекови са активни членове на Старозагорския революционен комитет на Вътрешната революционна организация. Подпомагат го материално.
Вземат дейно участие в подготовката на Старозагорското въстание (1875). Къщата им е сборен пункт на въстаниците от града. Участват във въстаническа чета формирана на „Чадър могила“. След нейното разпадане се укриват в плевня на Нойко Златанов, един от ръководителите на Старозагорския революционен комитет, който е укривал и дякон Левски в село Елхово община Николаево. Открити са от турската потеря и загиват в неравен бой с обкръжилите ги башибозуци на 20 септември 1875 г.
Третият брат Коста Жеков също участва в националноосвободителното движение. Негов син е деецът на ВМОРО Никола Жеков.

## Памет
Иван Вазов възпява подвига им в одата „Братя Жекови“ от цикъла „Епопея на забравените“. Улици в Стара Загора и София (Карта) и Начално училище в село Елхово са наименувани „Братя Жекови“